# Danmarks Biavlerforening
Danmarks Biavlerforening er en dansk forening for biavlere. Den blev grundlagt på Fyn 5. juli 1866, og arbejder for at sikre biavlernes "politiske og faglige interesser", samtidigt med at foreningen tilbyder læringskurser og forsikringer for dens omkring 5000 medlemmer.
Foreningen har sit hovedkvarter i Sorø, men har omkring 80 lokalforeninger spredt ud over hele landet. Foreningen udgiver 12 gange om året tidsskriftet Medlemsbladet Tidsskrift for Biavl, blandet er udkommet siden 1866.

## Medlemmer
| År   | Antal |
| ---- | ----- |
| 2015 | 5000  |
| 2009 | 3700  |
| 2007 | 4600  |